# Serrat de Balenyà
El Serrat de Balenyà és una muntanya de 351 metres que es troba al municipi de l'Albiol, a la comarca catalana del Baix Camp.